# Romazava

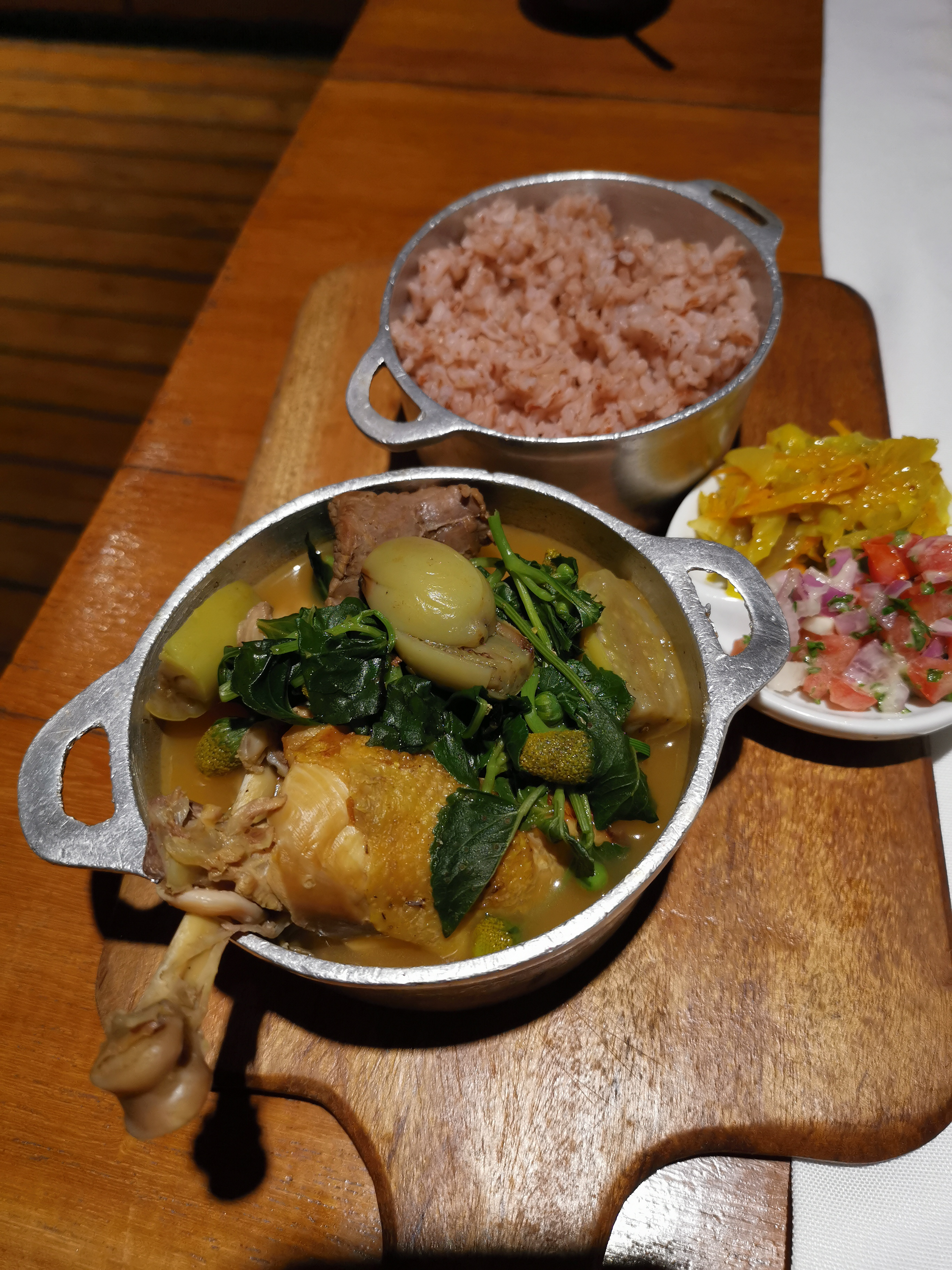

Romazava (ou “romazave” na ilha da Reunião) é um guisado muito leve, por vezes definido em francês como um “pot-au-feu” ou um “bouillon clair”, considerado o “prato nacional” de Madagáscar. O caldo pode ser feito com carne, tradicionalmente de zebu, mas também é comum usar galinha, peixe, ou simplesmente vegetais. Aliás, os vegetais, ou mais propriamente as folhas verdes ou “brèdes” são um ingrediente essencial deste prato; as mais populares são as folhas de Acmella oleracea, designadas localmente “anamalao” ou, em francês, “brèdes mafane”.  Esta planta é conhecida como “jambu” em português e faz parte da culinária do norte do Brasil. 